# Andes paludicolis
Andes paludicolis är en insektsart som beskrevs av Synave 1960. Andes paludicolis ingår i släktet Andes och familjen kilstritar. Inga underarter finns listade i Catalogue of Life.